# Edmar Castañeda
 (juin 2015).
Si vous disposez d'ouvrages ou d'articles de référence ou si vous connaissez des sites web de qualité traitant du thème abordé ici, merci de compléter l'article en donnant les références utiles à sa vérifiabilité et en les liant à la section « Notes et références ».
Edmar  Castañeda (né en 1978 à Bogota en Colombie) est un harpiste colombien. Il joue ses propres compositions et s'inspire des éléments de la musique colombienne, la musique vénézuélienne, le joropo, la musique argentine et la zamba. Il tourne régulièrement en tant que leader du trio Edmar Castañeda avec David Silliman aux tambours et aux percussions, Marshall Gilkes au trombone. Il est aussi membre du Quartet Andrea Tierra dont les membres sont  Andrea Tierra à la voix, Sam Sadigursky à la flûte et à la clarinette et David Silliman au saxophone.

## Parcours artistique
À l'âge de 13 ans, Castañeda était déjà un joueur de trompette accompli quand il a commencé à jouer des chansons folks à la harpe.  A 16 ans, quand il s'est installé à New York, Castañeda a utilisé ses études de trompette pour apprendre à jouer du jazz, obtenant un diplôme au College  Five  à Long Island.  Il a beaucoup étudié le jeu de Dizzy Gillespie et de Ray Barretto pendant sa formation américaine. Quand il a terminé ses études universitaires à New York, il a abandonné la trompette estimant qu'il existait déjà trop de trompettistes reconnus de talent avec lesquels il ne voyait pas de raison de vouloir entrer en compétition. Il décida donc de se dédier uniquement à l'apprentissage de la harpe. 
Une poignée de harpistes ont précédé Castañeda dans le monde du jazz comme Dorothy Ashby ou Alice Coltrane. 
Ses sources d'inspiration sont les rythmes africains et brésiliens, tango et flamenco, la musique du saxophoniste Charlie Parker et le pianiste Chick Corea.Il possède un style singulier mêlant latin jazz, musique colombienne traditionnelle, porro, currulao, joropo et flamenco.
Le style de Castañeda est né des possibilités et des contraintes imposées par la harpe : les harpes traditionnelles colombiennes sont diatoniques, signifiant que les dièses et les bémols sont difficiles à jouer. Tandis que son bras gauche sert de basse et impose la tonalité d'une samba ou d'un joropo, sa main droite joue les improvisations typiques du jazz. 
Son second album  Entre Cuerdas (Artist Share, 2006) fusionne des éléments folkloriques typiquement associés avec la harpe llanera (« harpe des plaines ») du Vénézuela et de la Colombie avec le jazz. Dans cet album, il a invité  le guitariste John Scofield et le vibraphoniste Joe Locke. Le titre Colombian Dixie rend hommage à Lucho Bermúdez.
Son troisième album en 2012 intitulé « Double portion » rassemble des performances en solo et en duo avec des harpes classiques et colombiennes, avec le joueur de Mandoline  Hamilton de Holanda, le saxophoniste alto porto-ricain  Miguel Zenón et le pianiste cubain Gonzalo Rubalcaba.
Il collabore aussi avec Juancho Valencia, le pianiste et leader de Puerto Candelaria pour mettre au point une version de “Colombian Dixie” permettant de faire une entrée triomphale de la harpe llanera dans un big band de jazz. 
Le trio Edmar  Castañeda joue sur le plan international jouant avec des musiciens aussi différents que le pianiste espagnol  Chano Domínguez, le percussionniste   Giovanni Hidalgo, le  joueur de oud irakien Naseer Shamma et a fait les premières parties des concerts de  Wynton Marsalis, Diana Krall et Milton Nascimento.
Il a joué avec  Paquito D'Rivera, Wynton Marsalis, John Scofield, le Jazz at Lincoln Center, John Patitucci, Marcus Miller, Lila Downs, le United Nations Orchestra, Simón Diaz entre autres...
Edmar Castañeda a noué un partenariat avec le constructeur de harpe français Camac pour fabriquer une nouvelle harpe. La harpe llanera (la harpe des plaines) est originaire du Vénézuela et de la Colombie. Les cordes de la llanera sont fixées sur le côté de la console et leur tension générale est moins importante, contrairement à la harpe paraguayenne dont les cordes sont fixées au centre de la console.  La nouvelle harpe fabriquée associe la construction traditionnelle de la llanera et la tension des cordes avec des cordes filées pour les basses permettant un meilleur timbre et une meilleure résonance, un espacement de harpe classique pour plus d'aisance de jeu, une caisse de résonance améliorée et un son acoustique riche et équilibré. Ces harpes llaneras mises au point avec l'artiste  possèdent des leviers, libérant ainsi tout le potentiel chromatique de l'instrument. Cette harpe se nomme la ECL, Edmar Castañeda Llanera.

## Discographie
- “Hang On Mike” par Candy Butcher, 2004.
- “Island Life” par Yerba Buena (band), 2005.
- “La Marea (The Tide)” par Marta Topferova, 2005.
- “La Cantina” par Lila Downs, 2006.
- “Explorations: Classic Picante Regrooved” Various Artists, 2006.
- “Alma Latina” par Arturo Romay, 2007.
- “Melodía Verde”, par Andrea Tierra, 2007.
- "Cuarto de Colores", 2009
- "Entre Cuerdas", 2009
- "Double Portion", 2012